# Chiesa di Nostra Signora delle Grazie (Vobbia)
La chiesa di Nostra Signora delle Grazie è un luogo di culto cattolico situato nel comune di Vobbia, in via Capoluogo, nella città metropolitana di Genova. La chiesa è sede della parrocchia omonima del vicariato della Valle Scrivia dell'arcidiocesi di Genova.

## Storia e descrizione

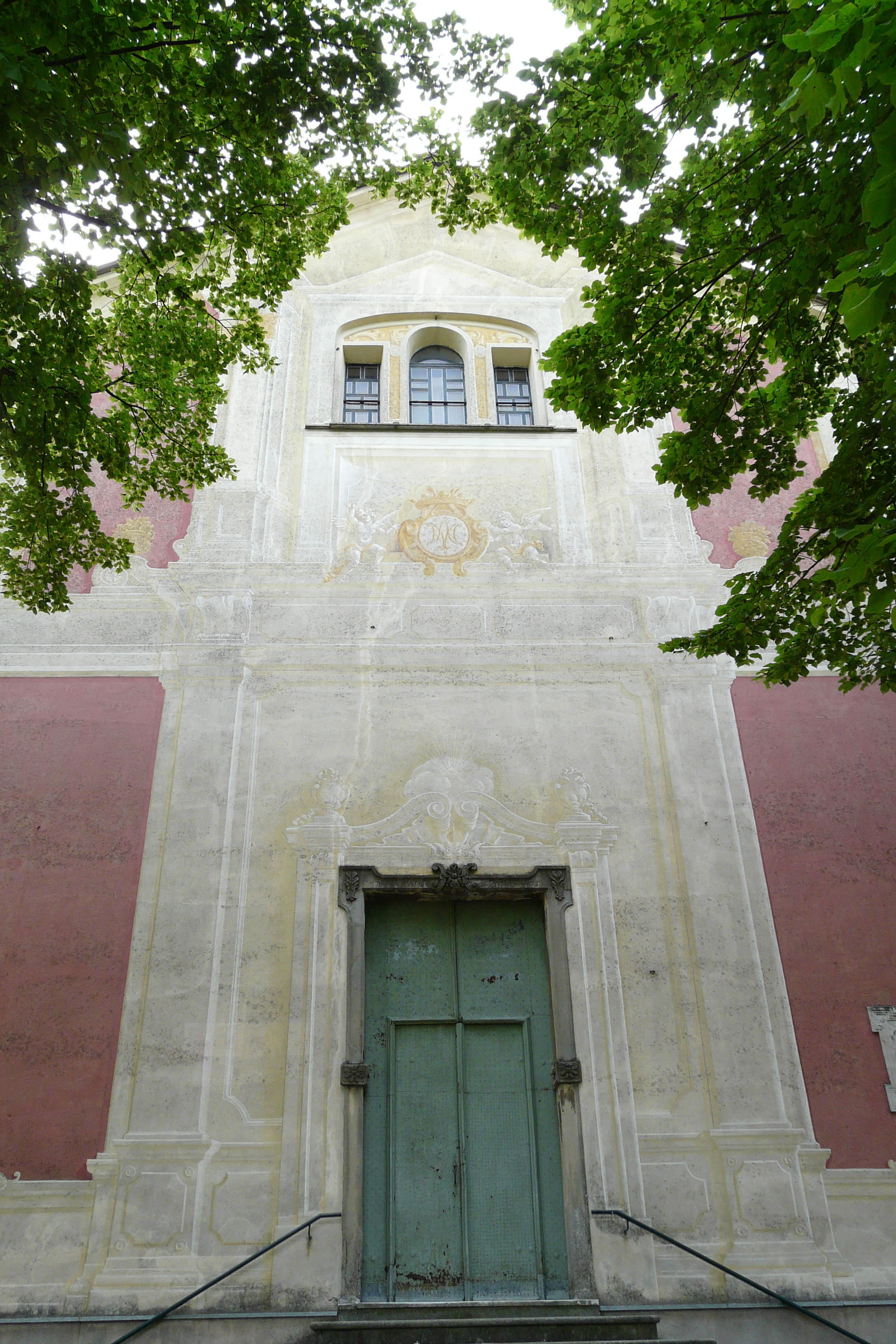
Particolare della facciata

Secondo alcune fonti la sua esistenza potrebbe essere risalente ad un periodo antecedente al 1641. La parrocchia venne istituita il 22 giugno del 1697 dall'arcivescovo di Genova Giambattista Spinola; in quell'occasione le venne accorpata la comunità parrocchiale della Natività di Maria Santissima della frazione di Noceto.
L'odierna struttura fu edificata tra il 1733 e il 1735 e nel 1825 eretta ad arcipretura. Al suo interno è conservata una statua in legno raffigurante Nostra Signora delle Grazie attribuita allo scultore Anton Maria Maragliano.